# The Road To Paradiso
The Road To Paradiso (El camino al Paraíso) es el primer libro de la banda holandesa de metal sinfónico Epica (escrito tanto en holandés como en inglés), que fue acompañado por un álbum compilativo de la misma banda. 
Fue lanzado a la venta el 4 de mayo de 2006, la misma noche en que se presentaron en Paradiso, Ámsterdam. El título "The Road To Paradiso" le fue dado al proyecto porque el libro contiene la historia de cómo Epica evolucionó desde sus comienzos en el año 2002, hasta en lo que se convirtieron en el año 2006. El álbum también incluye demos de tres de sus canciones previamente lanzadas, dando una vista de como sus canciones evolucionaron.
El lanzamiento del álbum fue anunciado el 6 de enero de 2006 en la página oficial de la banda. La banda declaró que querían que este álbum y libro "fuera hecho para los fanes, pero también por los fanes"[cita requerida].

## Lista de canciones
1. Welcome to the Road of Paradiso (Caught in a Web) – 4:37
2. Making of Adyta – 1:34
3. Adyta (Demo version) – 1:23
4. Making of Cry for the Moon – 1:29
5. Cry for the Moon (Demo version) – 6:43
6. Making of Quietus – 1:14
7. Quietus (Demo version) – 3:41
8. Quietus (Silent Reverie) – 3:54
9. The Fallacy – 3:23
10. Interview with Ad (on the Live Tracks) – 0:32
11. Solitary Ground (Live) – 4:05
12. Blank Infinity (Live) – 4:04
13. Mother of Light (Live) – 6:01
14. Linger (Piano version) – 4:15
15. Crystal Mountain (Versión orquestal) (Death cover) – 5:01
16. Purushayita – 6:20

## Intérpretes
- Simone Simons - Voz
- Mark Jansen- Guitarra, voz
- Ad Sluijter - Guitarra
- Coen Janssen - Teclados
- Yves Huts - Bajo
- Ariën van Weesenbeek - Batería